# Błękitny Nosorożec
Błękitny Nosorożec – polska grupa z Hajnówki określająca swój styl gry jako post punk.

## Historia grupy
Zespół powstał na początku lat 90. XX w. Pierwszym znaczącym sukcesem był festiwal w Kielcach w 1993 roku, gdzie publiczność przyznała zespołowi nagrodę, którą była sesja nagraniowa w Warszawskim studio „CCS”. Materiał ten zostaje wydany przez Białostocki „Rock'n'roll” w postaci kasety pt. A jednak. Wydarzenie to nasila działalność koncertową zespołu. Błękitny Nosorożec po raz pierwszy występuje w tv w programie ekologicznym „Śmietnik”, gdzie prezentuje utwór pt. „Przyjaciel”.
Na początku 1995 roku następuje niewielka zmiana w składzie zespołu. Na wiosnę tego samego roku w studio „Salman” zarejestrowano 6 utworów. Latem w jednym z barów hajnowskich zarejestrowano teledysk pt. „Jak chorągiewka”. W lipcu 1997 roku odbyła się sesja nagraniowa grupy w „RSC-Studio” w Rzeszowie. Jej efektem była wydana własnym sumptem kaseta pt. Jak długo zawierająca 13 utworów. Po nagraniu, z przyczyn osobistych Nosorożca opuścił basista. Grupa dużo koncertuje, między innymi prezentuje się przed kilkudziesięciotysięczną publicznością Przystanku Woodstock (1998). Latem 1999 roku zostaje zrealizowany teledysk pt. „Jak długo”, a jesienią Błękitny Nosorożec nagrywa materiał na kolejną kasetę, tym razem w studio „Hertz”. Ukazuje się ona w wydawnictwie „OSA” pt. Piosenki. Następne 2 lata to kolejne koncerty, występ w Orkiestrze Świątecznej Pomocy w Krakowie w 2002 roku. Pod koniec roku, zespół rejestruje w zaprzyjaźnionym studio 3 nowe utwory które wydaje na promocyjnym krążku jako zapowiedź nowej płyty. Zespół nagrywa teledysk do jednego z tych utworów („Dziennik”) emitowany w kilku stacjach tv muzycznych. Grupa nadal koncertuje. W 2011 roku w plebiscycie Kuriera Porannego „Hajnowianin roku 2010” hajnowski zespół otrzymał nagrodę specjalną za całokształt dotychczasowej działalności.

## Dyskografia[1][2]
Dlaczego ptaki latają (kaseta)
Data premiery: 1992
- Strona 1

1. Człowiek
2. Błazen narodów
3. Powiedz dlaczego ?
4. Niewolnicy życia i
5. Moralność
6. Podziały
7. Kłamliwa wiara

- Strona 2

1. Na dnie
2. A jednak !!!
3. Mięso
4. Jest ciepło
5. Świątynie
6. Oczekiwanie
7. Jak długo ?

A jednak (kaseta)
- Strona 1

1. A jednak
2. Niewolnicy Życia
3. Fałszywa wiara
4. Polowanie
5. Powiedz dlaczego
6. Na dnie
7. Jak długo
8. Przyjaciel
9. Oczekiwanie

- Strona 2

1. Diabeł i anioł
2. Jak być człowiekiem
3. Krew
4. Moralność
5. Klęcząc
6. Lamentownicy
7. Przypomina mi
8. Bohaterowie

Jak długo (kaseta)
- Strona 1

1. Wariat (Rejestracja)
2. Jak długo
3. Anarchia
4. Nie wiadomo
5. Więcej radości
6. Krew
7. Zawijasy
8. Nie odróżniam
9. Motyle ciężkie

- Strona 2

1. Jak chorągiewka
2. Klęcząc
3. Idę samotny (Bikini)
4. Polowanie
5. Lamentownicy
6. Nie jestem z Wami
7. Motyle
8. Daj głos

Piosenki (kaseta)
- Strona 1

1. Tu du dum
2. Moja wina, Twoja wina
3. Bursa
4. Ty
5. Tango
6. Kał-Bojs

- Strona 2

1. Kamień
2. Nie będę płakał
3. Louis
4. Źle się dzieje
5. W pociągu
6. Siostra
7. Polska gola

Błękitny Nosorożec – [Muzyka przeciwko rasizmowi] (CD)
1. Baranek
2. Niepokój
3. Dziennik

Barykady (CD)
Data premiery: 2010-11-08
1. Co się z Tobą stało
2. Serce
3. Ameryko
4. A może lepiej?
5. 2000 lat
6. Powiedz dlaczego?
7. Dla Taty
8. Partie
9. Pierwszy raz
10. Polowanie
11. Barykady
12. Klęcząc
13. Murek
14. Fallen Fallen Babilon – cover (Brygada Kryzys)

INNY (CD)
Data premiery: 2016-06-01
1. Patrol
2. Rower
3. Inny
4. Szczęście
5. Dzwonię do ciebie
6. Co to za świat
7. Dalej, dalej
8. Piosenka o miłości
9. Tacy jak my
10. Kamień
11. Bohaterowie

BONUS
1. Baranek
2. Niepokój
3. Dziennik